# Elite da Tropa
Elite da Tropa es un libro brasilero escrito por dos policías de BOPE, André Batista y Rodrigo Pimentel, conjuntamente con el antropólogo Luiz Eduardo Soares, y que fue publicado en el año 2006 por la Editora Objetiva. El libro dio origen a la también polémica película de título Tropa de élite.

## Resumen
Basado en acontecimientos reales, el libro presenta el día a día del Batalhão de Operações Policiais Especiais (BOPE), considerado como la fuerza de élite de la Policía Militar del Estado de Río de Janeiro. En esta publicación, se presenta a BOPE como un escuadrón incorruptible, extremadamente violento, y muy eficiente.
Los acontecimientos se suceden, revelando un supuesto plan para matar a Leonel Brizola, entonces gobernador de Río de Janeiro.
En la primera parte del libro, hay relatos impresionantes sobre las acciones de este escuadrón. Y en la segunda y última parte, los dos personajes principales siguen una trama que involucra a autoridades de seguridad, traficantes, políticos, y policías, una red que teje alianzas improbables entre los varios actores que se desenvuelven en este escenario.
Después de cabalgar unos 100 kilómetros sin descanso, y casi muertos de hambre y de sed, el escuadrón hace un descanso brevísimo, hasta que alguien anuncia que la comida está servida, sobre una lona, donde el grupo debe arreglárselas para comer todo, con las manos, y en dos minutos.
Lo descrito es apenas una de las etapas del entrenamiento de la tropa de élite de la policía. Los uniformados obedecen a reglas estrictas, leyes compartidas con la guerrilla urbana : « Na dúvida, mate. Não corra, não morra. » (« En la duda, mate. No huya, y no muera »).
Estos hombres son verdaderas máquinas de guerra, pues fueron entrenados para ser lo mejor de la tropa urbana en el mundo. Son un grupo pequeño y cerrado de hombres, actuando coordinadamente con fuerza máxima y devastadora.
"Elite da Tropa" es el primer libro, en Brasil, en mostrar este lado desconocido del enfrentamiento diario en las grandes ciudades, contado desde el punto de vista policial, y mostrando sus hábitos, sus miedos, sus desafíos, y sus modos operativos.
A partir de experiencias reales, los autores crearon una ficción vertiginosa de hechos, que conmueve y sorprende, al mostrar el lado íntimo de estos hombres adiestrados para ser violentos y salvajes.
Por la primera vez, se acompaña de cerca la rutina policial, escuchando su propia voz, siguiendo sus propios pasos, viviendo su drama diario con la práctica de la brutalidad extrema, porque esta fuerza no se siente regida por la legalidad constitucional, sino por la lógica de la guerra.
"Elite da Tropa" es una narrativa de ficción, en donde hechos y escenarios fueron reescritos para que los lugares y las personas adoptaran nombres ficticios, y así poder preservar las identidades personales.
El texto fue corregido y firmado por una de las mayores autoridades de Brasil en seguridad, el antropólogo Luiz Eduardo Soares, junto con dos policías, André Batista y Rodrigo Pimentel.
Sin duda la lectura del libro estremece, por los "vericuetos y subterráneos explosivos" de una "ciudad maravillosa pero partida".